# Piestinger Brauerei

Logo, Schriftzug und Wappen

Die Piestinger Brauerei war eine Bierbrauerei in Markt Piesting in Niederösterreich. Seit 2005 wird Piestinger Bier unter dem Dach der Vereinigte Kärntner Brauereien AG geführt, welche die Markenrechte von Piestinger Bier erworben hat. Im Markt Piesting ist seitdem ein strategisches Logistikzentrum der Vereinigten Kärntner Brauereien AG entstanden, die damit ihr bestehendes Vertriebsnetz in Richtung Niederösterreich, Wien und dem  Burgenland erweiterten.

## Geschichte

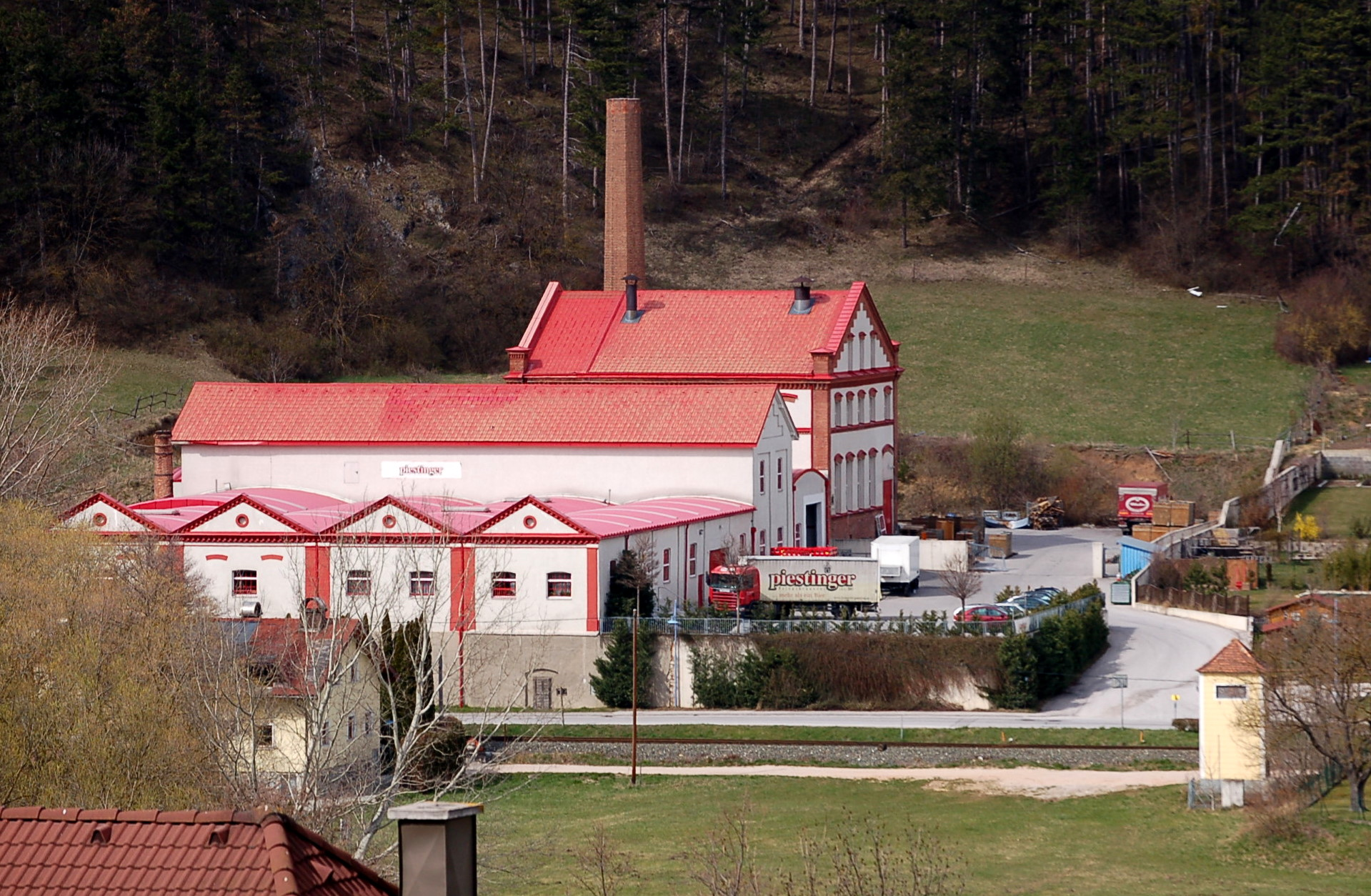
Brauerei

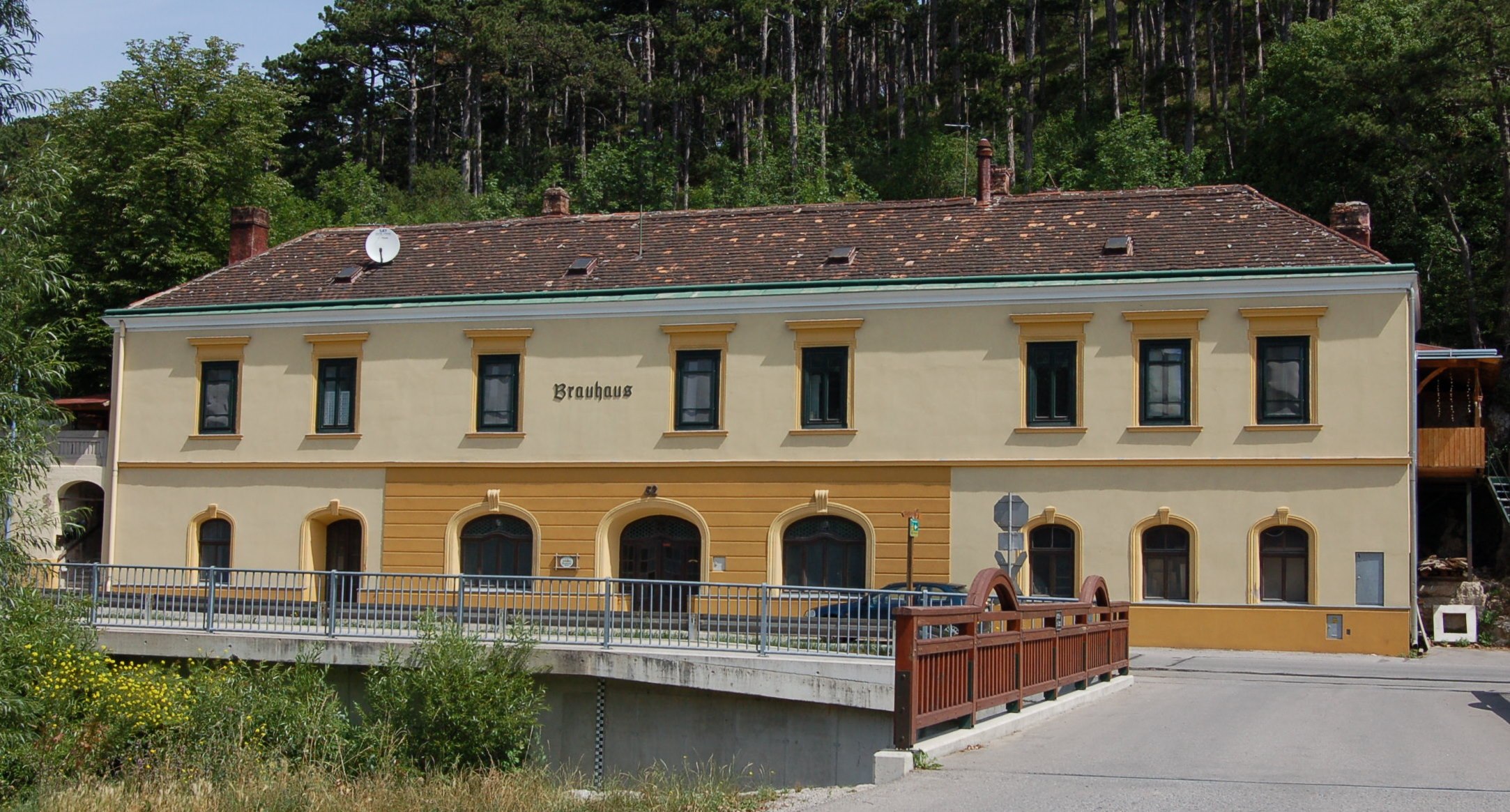
Altes Brauhaus

Am Tor zum Piestingtal befindet sich die Brauerei Piesting. Die Brauerei wurde 1824 vom Geschäftsmann Johann Nepomuk Müller gegründet. Da sich die finanzielle Lage auch nach der Errichtung der Brauerei nicht verbessert hatte, musste er 1829 Konkurs anmelden.
Nach mehreren Besitzwechseln ging die Brauerei 1841 an den Bierwirten und Bierversilberer Tiberius Lehn aus Saulgau in Baden-Württemberg (um 1785 geboren und Braumeister in Schwechat). Die nachfolgenden Generationen der Familie Lehn bauten die Brauerei systematisch aus, sodass die Brauerei zu einem der bedeutenden Unternehmen in der Region wurde. Gasthöfe in Wiener Neustadt, Bad Fischau und Berndorf sicherten zusätzlich den Bierabsatz und das Einkommen.
Das Brauhaus – das heute als Industriedenkmal gilt – wurde in der Zeit von 1894 bis 1904 erbaut. Die Brauerei blieb in der Folge lange Zeit im Besitz der Familie Lehn. Die letzten Besitzer waren die beiden Brüder Josef und Karl, die die Brauerei 1994 an die Fa. Kosme verkauften. Mit den neuen Eigentümern konnte der Bierausstoß wieder langsam gesteigert werden, und gleichzeitig wurde mit der Renovierung des historischen Brauereigebäudes begonnen, welche im Jahre 2000 vollendet wurde.
Von 2000 bis 2005 wurde die Qualität des Bieres durch die Diplombraumeister Hinrich Hommel und Andreas Brand weiter verbessert. 2002 bis 2005 erlangte man beim DLG Bierwettbewerb Gold fürs Lagerbier und im Jahre 2005 auch fürs Bockbier. In Piesting wurde mit der Berufsschule Waldegg (Fachlehrer Thomas Stöger) der Bierjung und später der Biersommelier erfunden. Bei der Schließung der Brauerei wurden über 20.000 HL Bier erzeugt.
2005 erwarben die Vereinigten Kärntner Brauereien den Standort von Piestinger Bier – und auch die Markenrechte. Da sie kein Interesse am Produktionsstandort hatten, wurde die Brauerei sofort geschlossen. Der damalige Eigentümer hat daraufhin die Anlagen ins Ausland verkauft, und es wurde die Belegschaft von 15 Mitarbeitern entlassen.

## Produkte
Die Produktpalette von Piestinger Bier umfasst die folgenden Biersorten:
- Das Piestinger Lager ist ein untergäriges, helles Vollbier mit einer Stammwürze von 11,8° und einem Alkoholgehalt von 5,0 %Vol.
- Das Piestinger Gambrinus ist ein untergäriges, helles, kohlensäurereiches Vollbier mit einer Stammwürze von 12,8° und einem Alkoholgehalt von 5,5 %Vol.
- Der Piestinger Bock ist ein untergäriges Starkbier mit einer Stammwürze von 16,4° und einem Alkoholgehalt von 6,9 %Vol.
- Das Piestinger Zwickl oder auch Kellerbier genannt, ist eine Bierspezialität mit einer Stammwürze von 11,8° und einem Alkoholgehalt von 5,0 %Vol.